# Joseph Ki-Zerbo
Joseph Ki-Zerbo (ur. 21 czerwca 1922 w Tomie, zm. 4 grudnia 2006 w Wagadugu) – historyk i polityk burkiński.
Ki-Zerbo studiował w Paryżu na Sorbonie oraz w Institut d'études politiques de Paris. Wykładał historię na uczelniach w Orleanie i w Paryżu. W 1957 powrócił do Burkina Faso, gdzie zaangażował się w działalność polityczną. W latach 1972–1978 wykładał historię Afryki na uniwersytecie w Wagadugu, gdzie był profesorem. W 1978 kandydował na prezydenta z ramienia z ramienia lewicowej Postępowej Unii Woltańskiej. W 1983 został zmuszony do opuszczenia kraju, do którego powrócił w 1992. Sekretarz generalny Afrykańsko-Malgaskiej Rady Szkolnictwa Wyższego. W 1994 Ki-Zerbo założył Partię Demokracji i Postępu / Partię Socjalistyczną (Parti pour la Démocratie et le Progrès / Parti socialiste), której był przewodniczącym do 2005. Z jej ramienia zasiadał w parlamencie do 2006.
W 1997 otrzymał nagrodę Right Livelihood za wyłożenie historii Czarnej Afryki oraz zidentyfikowanie procesów, które mogą posłużyć do stworzenia lepszej przyszłości Afrykańczyków.

## Twórczość
- 1964 - Le Monde africain noir (Paris, Hatier)
- 1972 - Histoire de l’Afrique noire (Paris, Hatier)
- 1991 - Histoire générale de l’Afrique
- 2003 - A quand l'Afrique, (we współpracy z René Holensteinem, Editions de l’Aube, prix RFI Témoin du monde 2004)
- 2005 - Afrique Noire (we współpracy z Didierem Ruefem, Paris, Infolio éditions)